# Ardaburio (console 447)
Ardaburio o Ardabur (latino: Ardaburius o Ardabur; ... – 471) è stato un generale e politico romano, dell'Impero romano d'Oriente.

## Biografia
Era figlio di Ardaburio Aspare e quindi di origine alana e di religione ariana; aveva due fratelli, Ermenerico e Giulio Patrizio, e una figlia, Godistea.
All'epoca del consolato del padre, nel 434, era pretore, probabilmente a Costantinopoli.
Nel 447 resse il consolato.
All'inizio del regno dell'imperatore d'Oriente Marciano, tra il 450 e il 453, riportò una vittoria su alcuni barbari in Tracia. Come ricompensa per questo servizio, nel 453 l'imperatore nominò il patricius Ardaburio magister militum per Orientem. In quello stesso anno combatté contro i Saraceni nei pressi di Damasco, iniziando poi con loro i negoziati di pace. Dopo questo evento non fu impegnato in altri conflitti e si diede alla bella vita, passando il proprio tempo con attori. Alla morte di Marciano, nel 457, Ardaburio e Aspare si impegnarono affinché salisse al trono Leone I. Alla morte di Simeone Stilita, nel 459, inviò alcuni soldati goti a proteggere il corpo dai cacciatori di reliquie e a scortarlo fino ad Antiochia.
Ardaburio iniziò a tenere comportamenti tendenti al tradimento. Nel 466 fu deposto dalla carica di magister militum; la ragione fu l'accusa, da parte di Zenone, di aver scritto delle lettere alla corte persiana, con intento di tradire l'imperatore. È indiziato, assieme al padre, di aver convinto il generale Basilisco a far fallire la spedizione contro i Vandali (468). Per volere dell'imperatore assassinò il capotribù goto Bigelis; ma quando, nel 469 o 470, il generale Anagaste, che si era ribellato all'imperatore, si riconciliò con Leone, rivelò che era stato Ardaburio a istigarlo alla rivolta.
Nel 471 Leone, temendo che Aspare e Ardaburio stessero tramando contro di lui e contro il suo generale e genero Zenone (forse parente del precedente Zenone), ordinò che fossero entrambi uccisi.